# Стів Нгура
Стів Нгура (фр. Steve Ngoura, нар. 22 лютого 2005, Іврі-сюр-Сен, Франція) — французький футболіст, нападник клубу «Серкль» (Брюгге).

## Ігрова кар'єра

### Клубна
Стів Нгура є вихованцем футбольної академії клубу «Гавр». Він був перспективним гравцем академії в Нормандії. І в 2022 році молодого футболіста почали залучати до матчів першої команди. Свою дебютну гру в основі Нгура провів 6 серпня 2022 року у турнірі Ліги 2 проти «Валансьєна».
3 січня 2025 року Стів перейшов до бельгійського клубу «Серкль» (Брюгге).

### Збірна
У 2017 році Стів Нгура провів чотири поєдинки у складі юнацької збірної Франції (U-17).

## Досягнення
Гавр
- Переможець Ліги 2: 2022/23

Турнір Моріса Ревелло
- Найкращий бомбардир турніру: 2025